# Limnophyes ikikeleus
Limnophyes ikikeleus är en tvåvingeart som beskrevs av Sasa och Suzuki 1999. Limnophyes ikikeleus ingår i släktet Limnophyes och familjen fjädermyggor. Inga underarter finns listade i Catalogue of Life.